# EVGA
EVGA Corporation is een computerhardwarebedrijf uit de Verenigde Staten en producent van Nvidia-GPU gebaseerde videokaarten, evenals Intel-chipset gebaseerde moederborden. Sinds 2010 maakt het bedrijf ook andere computercomponenten, waaronder gaminglaptops, voedingen, computerbehuizingen en gamingmuizen. Het bedrijf is in juli 1999 opgericht en het hoofdkantoor staat in Brea, Californië.

## Producten
EVGA-producten omvatten moederborden, grafische kaarten (inclusief vanaf fabriek overgeklokte modellen), voedingen en bijbehorende accessoires. Aanvankelijk beperkten de moederborden zich tot NVIDIA-referentieontwerpen, maar deze zijn uitgebreid met eigen ontwerp op basis van NVIDIA-chipsets. Na het vertrek van NVIDIA uit de moederbordmarkt baseert EVGA zijn moederborden louter nog op Intel-chipsets. Het eerste EVGA-moederbord op basis van een Intel-chipset werd aangekondigd in november 2008 en was de X58 SLI, die 3-weg-SLI ondersteunt.
In mei 2011 betrad EVGA de markt van de CPU-koelers met de introductie van de Superclock-CPU-koeler.
In november 2013 bracht EVGA zijn eerste tabletcomputer uit, de EVGA Tegra Note 7. Het betreft hier een 7-inch Android-tablet aangedreven door een Tegra 4-processor. 
In mei 2016 bracht EVGA zijn eerste gaminglaptop uit, de EVGA SC17.
In september 2022 heeft EVGA bekendgemaakt de samenwerking met GPU producent Nvidia heeft opgezegd. En de productie van video kaarten in zijn geheel te stoppen.